# Point commun (journal)
Point commun est le journal officiel d’informations de la Communauté d'agglomération de La Rochelle.